# Маложма (селище)
Маложма (рос. Маложма) — селище в Онезькому районі Архангельської області Російської Федерації.
Населення становить 472 особи. Входить до складу муніципального утворення Покровське поселення.

## Історія
Від 2004 року входить до складу муніципального утворення Покровське поселення.

## Населення
| 2002 | 2010 | 2012 |
| ---- | ---- | ---- |
| 586  | ↘368 | ↗472 |